# Zelotes haroni
Zelotes haroni är en spindelart som beskrevs av FitzPatrick 2007. Zelotes haroni ingår i släktet Zelotes och familjen plattbuksspindlar. Inga underarter finns listade i Catalogue of Life.